# ハーリド・ビン・ワリード (フリゲート)
|                   |                                                    |
| 艦歴              |                                                    |
| 発注              | 1998年                                             |
| 起工              | 1998年3月11日                                      |
| 進水              | 2000年8月29日                                      |
| 就役              | 2001年6月20日                                      |
| 退役              | 2002年2月13日                                      |
| 再就役            | 2007年7月13日                                      |
| 要目              |                                                    |
| 排水量            | 基準: 2,170トン                                    |
| 排水量            | 満載: 2,370トン                                    |
| 全長              | 103.7メートル (340 ft)                             |
| 全幅              | 12.5メートル (41 ft)                               |
| 吃水              | 3.8メートル (12 ft)                                |
| 機関              | CODAD方式（22,501hp）2軸推進                       |
| 機関              | SEMT ピルスティク12V PA6V280 STCディーゼルエンジン |
| 速力              | 最大: 25ノット (46 km/h)                           |
| 航続距離          | 18kn時: 4,000海里 (7,400 km)                       |
| 乗員              | 186名（士官16名）                                  |
| 兵装              | 76mm単装速射砲×1基                                 |
| 兵装              | ブレダL70 40mm連装機関砲×2基                       |
| 兵装              | FM-90N短SAM 8連装発射機×1基                        |
| 兵装              | オトマートSSM 連装発射筒×2基                       |
| 兵装              | B-515 3連装短魚雷発射管×2基                        |
| 艦載機            | Z-9C哨戒ヘリコプター×1機                           |
| C4I               | KNTDS（リンク11/14）                               |
| C4I               | TACTICOS 戦術情報処理装置                          |
| レーダー          | シグナール DA-08 2次元対空捜索                     |
| レーダー          | タレス ヴァリアント 対水上捜索                     |
| レーダー          | シグナール LIROD Mk.2 砲射撃指揮                   |
| レーダー          | MR-35 ミサイル射撃指揮                             |
| ソナー            | STNアトラス ASO-90                                 |
| 電子戦・ 対抗手段 | ラカル・カトラス242 ESM装置                        |
| 電子戦・ 対抗手段 | ラカル・スコーピオン ECM装置                       |
| 電子戦・ 対抗手段 | スーパー・バリケード囮装置                         |

バンガバンドゥ（Bangabandhu）は、バングラデシュ海軍のフリゲート。韓国の蔚山級フリゲートの派生型である。名称はムジブル・ラフマンの尊称に由来する。
2007年7月から2009年に旧称に復すまでは、ハーリド・ビン・ワリード（英語: BNS Khalid Bin Walid）と命名されていた。この名称は、アッラーの剣という異名で知られる正統カリフ時代の武将であるハーリド・イブン＝アル＝ワリードに由来する。

## 来歴
バングラデシュ海軍は1990年代中盤より、排他的経済水域の警備のため、新しいフリゲートの取得を希望しており、2回にわたって入札を行なっていた。初回では中国企業が最安値を提示したものの決定には至らず、1996年にかけて行なわれた2回目の入札で大宇造船海洋社の案が採用されることとなった。アジア通貨危機に伴って大宇造船海洋社の経営が悪化していたことから、実際に建造が可能かが問題視されたが、要員の訓練などについて韓国海軍が全面的な支援を提供することで解決された。艦は、1999年5月12日に起工され、2000年8月29日に進水し、2001年6月20日、「バンガバンドゥ」（Bangabandhu; F-25）として就役した。

## 設計
本艦は、大韓民国海軍が運用する蔚山級フリゲートをもとに、大宇造船海洋社が輸出用フリゲートとして開発したDW-2000H型の設計を採用している。
船体は、排水量にして200トン大型化し、また船型も平甲板型から中央船楼型に変更することで、艦内スペースの確保を図っている。船体および上部構造には傾斜がつけられて、ステルス性への配慮がなされている。機関については、原型艦が高速性を重視してCODOG方式を採用したのに対して、沿岸哨戒任務を想定した同艦においては、燃費を重視して、CODAD方式に変更された。
原型艦は、韓国沿岸において北朝鮮の小型艦艇及び潜水艇と交戦することを想定し、艦の大きさに対して充実した砲熕火力と対水上火力、相応の対潜火力を備える一方、防空力については比較的貧弱なものであった。この傾向は本艦においても踏襲されており、沿岸哨戒というバングラデシュ海軍の要求によく合致したものであった。
また、原型艦からの大きな変更点として、艦載機の運用に対応したことがある。搭載機としては、アグスタ A109が予定されていると言われていたが、中国よりZ-9C哨戒ヘリコプターを導入したともされている。

## 運用
2001年10月1日の総選挙において、当時の政権党であったアワミ連盟がバングラデシュ民族主義党に敗北して政権交代するとともに、同艦の調達についても多くの疑惑が浮上することとなった。最大の疑問点とされたのは、入札において第4位であった大宇造船海洋社が契約を獲得した経緯であった。また、ソナーカバーの破損など、38ヶ所にも及ぶ初期不良が発生したこともあって、同艦の調達を巡る疑惑はバングラデシュ政界全体を巻き込む疑獄に発展、シェイフ・ハシナ前首相と海軍参謀長が起訴されるに至った。これらの騒動を背景として、同艦は就役からわずか8ヶ月後の2002年2月13日に予備役編入された。
しかし予備役期間においても、同艦にはほぼ定員に達する要員が配置され、装備・弾薬も充足状態であり、ほとんど就役しているも同然の状況であった。2006年には、中国製の個艦防空ミサイルであるFM-90Mを追加装備する改修が行なわれ、個艦防空力は大幅に増強された。翌2007年7月13日、同艦は「ハーリド・ビン・ワリード」として再就役した。この間の経緯については不明瞭な部分も多い。

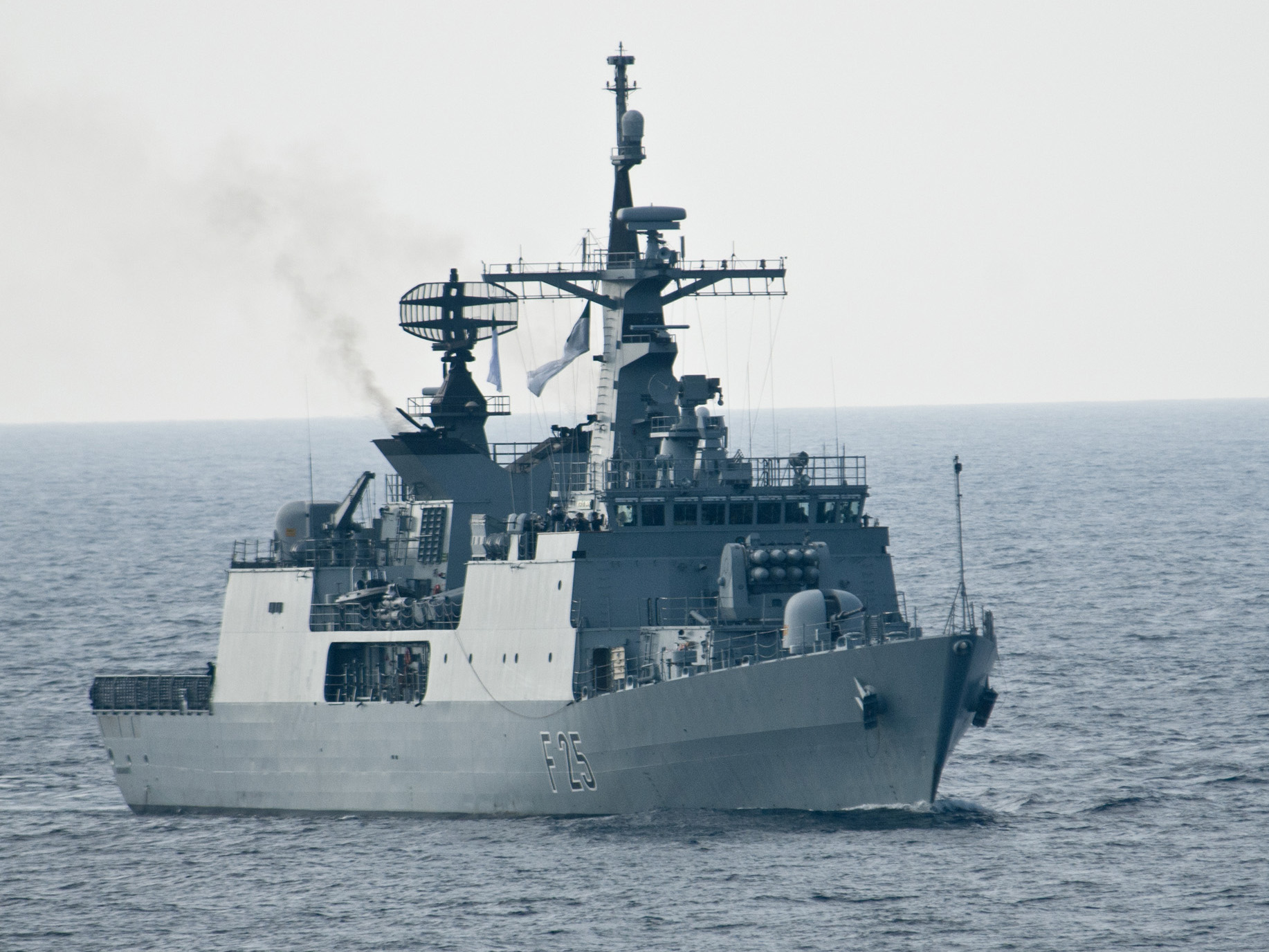
CARAT 2012におけるハーリド・ビン・ワリード